# Anomopera
Anomopera is een monotypisch geslacht uit de familie Molgulidae en de orde Stolidobranchia uit de klasse der zakpijpen (Ascidiacea).

## Soorten
- Anomopera ingolfiana Hartmeyer, 1923